# Dinychus
Dinychus es un género de ácaros perteneciente a la familia Dinychidae.

## Especies
Dinychus Kramer, 1886
- - Dinychus arcuatus (Trägårdh, 1943)
  - Dinychus austeni (Hirst, 1923)
  - Dinychus bincheaecarinatus Hirschmann, Wagrowska-Adamczyk & Zirngiebl-Nicol, 1984
  - Dinychus camponoti Wisniewski & Hirschmann, 1983
  - Dinychus carinatus Berlese, 1903
  - Dinychus crassus Trägårdh, 1910
  - Dinychus dentatus Ma, 2003
  - Dinychus dilatatus Ma, 2000
  - Dinychus feideri Hutu, 1973
  - Dinychus fustipilis Sellnick, 1945
  - Dinychus greensladeae Bloszyk & Halliday, 1995
  - Dinychus hispanicus Hirschmann & Zirngiebl-Nicol, 1969
  - Dinychus inermis (C.L. Koch, 1841)
  - Dinychus kaluzi Masan, 1999
  - Dinychus kielczewskii Wisniewski, 1992
  - Dinychus kurosai Hiramatsu, 1978
  - Dinychus micropunctatus Evans, 1955
  - Dinychus onishii Hiramatsu, 1980
  - Dinychus onishii Hiramatsu, 1980
  - Dinychus ornatus (Fox, 1957)
  - Dinychus perforatus Kramer, 1886
  - Dinychus ruseki Athias-Binche, Bloszyk & Olszanowski, 1989
  - Dinychus sellnicki Hutu, 1973
  - Dinychus septentrionalis (Trägårdh, 1943)
  - Dinychus stratus Sellnick, 1945
  - Dinychus stratus Sellnick, 1945
  - Dinychus subcorticalis Wisniewski & Hirschmann, 1994
  - Dinychus sublaevis (Trägårdh, 1943)
  - Dinychus tetraphyllus Berlese, 1903
  - Dinychus tetraphyllus Berlese, 1903
  - Dinychus undulatus Sellnick, 1945
  - Dinychus woelkei Hirschmann & Zirngiebl-Nicol, 1969